# Pepe Martí
Josep Maria Martí, surnommé Pepe Martí, né le 13 juin 2005 à Barcelone, est un pilote automobile espagnol. Vice-champion de Formule Régionale asiatique 2021-2022, il est engagé en Formule 2 avec Campos Racing depuis 2024 ,.

## Carrière

### Karting
Pepe Martí commence le karting tardivement à l'âge de 11 ans en 2016. Trois ans plus tard, il remporte le championnat d'Espagne de karting en catégorie junior dans l'équipe de Fernando Alonso,. En 2020, il termine septième du championnat du monde de karting avec Kart Republic.

### Débuts en Formule 4
En 2021 Martí fait ses débuts en monoplace. En janvier 2021, il rejoint le Championnat des Émirats arabes unis de Formule 4 avec Xcel Motorsport. Il remporte une première victoire sur le Circuit Yas Marina. Il termine à la septième place du championnat avec 135 points, loin derrière le champion Enzo Trulli. Il rejoint ensuite le Championnat d'Espagne de Formule 4 avec Campos Racing où il remporte deux victoires sur le Circuit Motorland Aragon. Il est longtemps en lutte pour le titre mais finit par céder en fin de saison face à Dilano van't Hoff et à son coéquipier Sebastian Øgaard. Il se classe troisième du championnat avec 196 points.

### Hiver en Formule Régionale
Durant l'hiver 2022, Martí s'engage dans le Championnat d'Asie de Formule Régionale chez Pinnacle Motorsport où il fait équipe avec son rival néerlandais de Formule 4 espagnole Dilano van't Hoff,. Il monte à cinq reprises sur le podium et se montre très régulier, finissant dans les points dans presque toutes les courses. Il termine vice-champion avec 158 points, derrière Arthur Leclerc.

### Formule 3 FIA

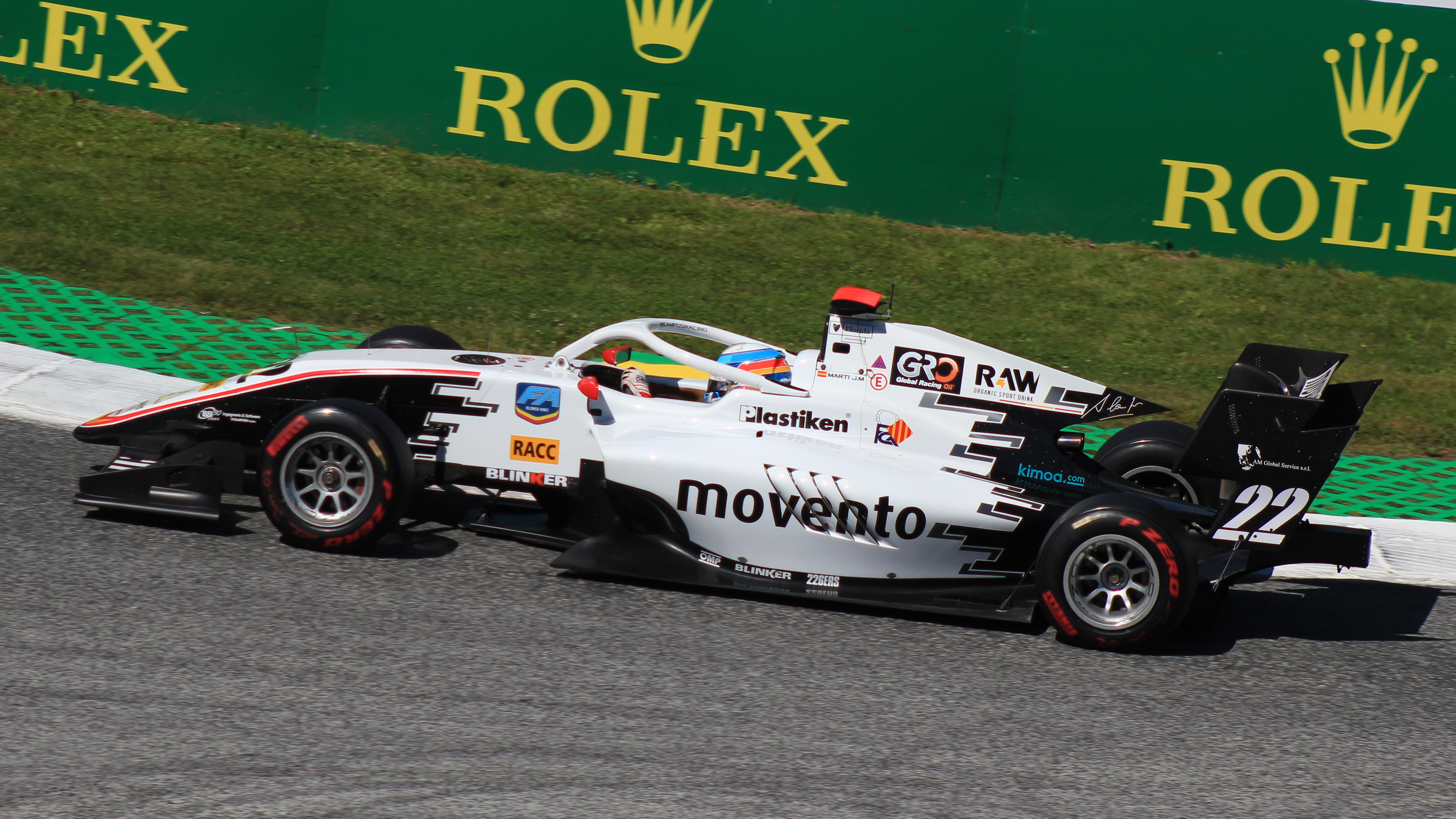
Pepe Martí en Formule 3 FIA à Spielberg en 2022.

Pour la saison 2022, Pepe Martí s'engage en Formule 3 FIA toujours avec son équipe Campos Racing,. À Imola lors de la course sprint, il fait le pari de rester en pneus pluie alors que la piste s'assèche, ce qui lui permet de mener la course pendant plusieurs, tours avant de rentrer au stand chausser les pneus slicks ; il termine la course quinzième. Dans la suite de sa saison, il n'entre dans les points qu'à une seule reprise à Monza, en terminant neuvième de la course sprint. Il se classe vingt-sixième du championnat avec deux points, devant son équipier Hunter Yeany, mais loin derrière David Vidales, également titulaire pour Campos Racing. Martí dispute ensuite les essais d'après-saison, toujours avec Campos Racing, durant le mois de septembre,,.

### Formule 2

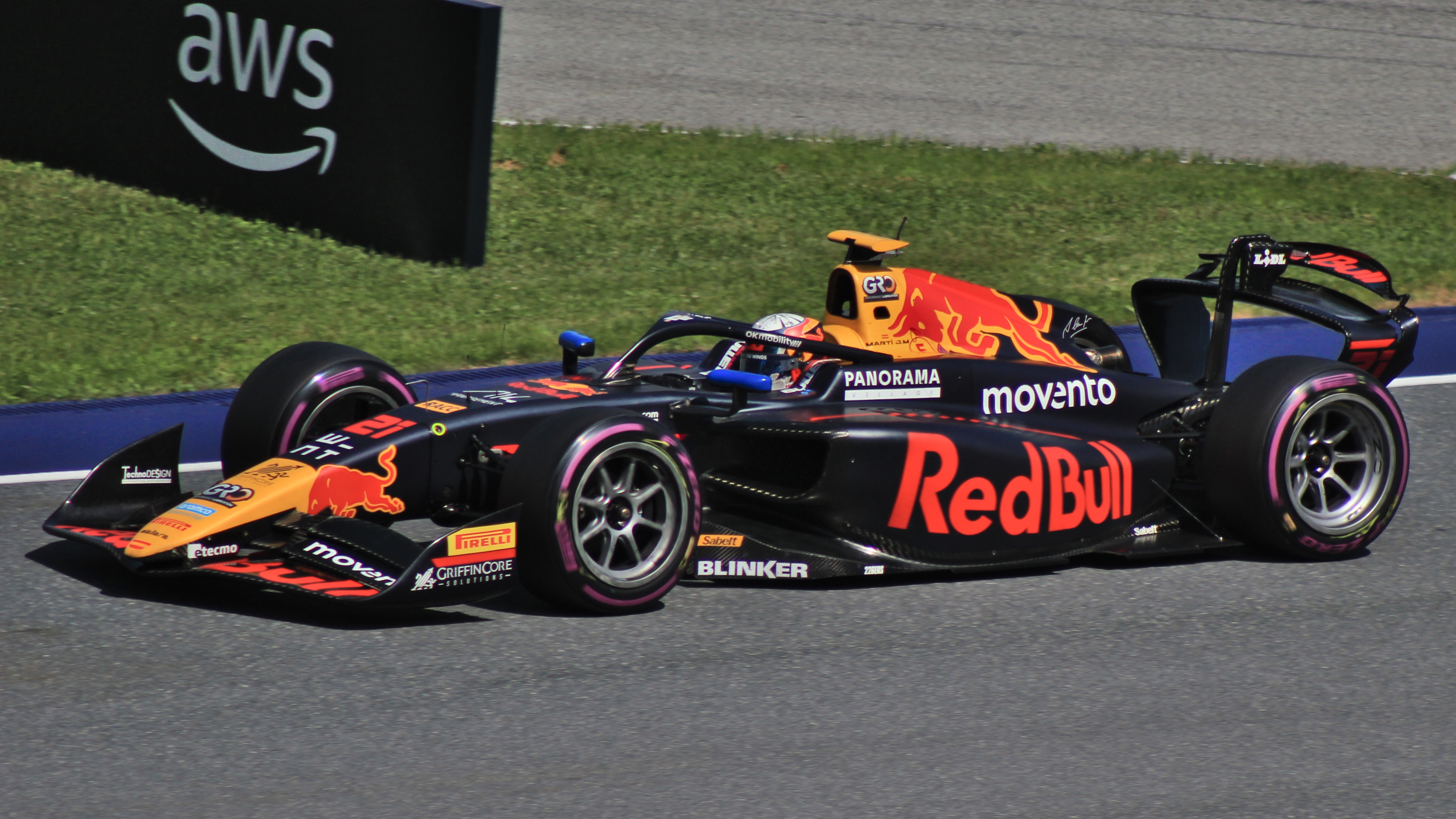
Pepe Martí en Formule 2 à Spielberg en 2024.

En 2024, Pepe Martí est promu en Formule 2 chez Campos aux côtés d'Isack Hadjar. Il rejoint dans le même temps le Red Bull Junior Team. Il commence sa saison par deux podiums à Bahreïn, devenant le troisième pilote de Formule 2 à débuter sa saison par deux podiums après Charles Leclerc en 2017 et Liam Lawson en 2021.

## Résultats en compétition automobile
| Saison | Championnat                        | Écurie              | Courses | Victoires | Pole positions | Meilleurs tours | Podiums | Points | Classement |
| ------ | ---------------------------------- | ------------------- | ------- | --------- | -------------- | --------------- | ------- | ------ | ---------- |
| 2021   | Formule 4 Émirats arabes unis      | Xcel Motorsport     | 19      | 1         | 1              | 0               | 4       | 135    | 7e         |
| 2021   | Championnat d'Espagne de Formule 4 | Campos Racing       | 21      | 2         | 3              | 4               | 9       | 196    | 3e         |
| 2022   | Formule Régionale Asie             | Pinnacle Motorsport | 15      | 0         | 0              | 2               | 5       | 158    | 2e         |
| 2022   | Formule 3 FIA                      | Campos Racing       | 18      | 0         | 0              | 0               | 0       | 2      | 25e        |
| 2023   | Formule Régionale Moyen-Orient     | Pinnacle VAR        | 12      | 2         | 0              | 0               | 2       | 78     | 7e         |
| 2023   | Formule 3 FIA                      | Campos Racing       | 18      | 3         | 1              | 2               | 4       | 105    | 5e         |
| 2024   | Formule 2                          | Campos Racing       | 28      | 1         | 0              | 1               | 4       | 62     | 14e        |
| 2025   | Formule 2                          | Campos Racing       | 19      | 3         | 0              | 1               | 4       | 97     | 6e         |